# Накенхајм
Накенхајм (њем. Nackenheim) општина је у њемачкој савезној држави Рајна-Палатинат. Једно је од 66 општинских средишта округа Мајнц-Бинген. Према процјени из 2010. у општини је живјело 5.156 становника. Посједује регионалну шифру (AGS) 7339039.

## Географски и демографски подаци
Накенхајм се налази у савезној држави Рајна-Палатинат у округу Мајнц-Бинген. Општина се налази на надморској висини од 84 метра. Површина општине износи 8,6 km². У самом мјесту је, према процјени из 2010. године, живјело 5.156 становника. Просјечна густина становништва износи 597 становника/km².

## Међународна сарадња
| Мјесто | Држава     | Врста сарадње | Од    |
| ------ | ---------- | ------------- | ----- |
|        | Француска  | партнерство   | 1964. |
|        | Швајцарска | контакт       | 2000. |
| Извор  |            |               |       |